# Mushishi
Mushishi або Mushi-shi (яп. 蟲師, Мусісі) — манґа, намальована Урусібарою Юкі, й створений на студії Artland, під керівництвом режисера Наґахами Хіросі, 26-серійний аніме-серіал, вперше показаний на телебаченні з 23-го листопада 2005-го року до 19-го липня 2006-го року.
Спеціальний випуск, який вийшов 4 січня 2014, є продовженням аніме-серіалу. Цей випуск є адаптацією спін-оффу манґи Mushishi Tokubetsu-hen: Hihamukage (яп. 虫 师 特别 篇 「日 蝕む 翳」, мусісі токубецухен 「хіхамукаге」). Наприкінці випуску стало відомо, що Mushishi отримує другий сезон — Mushishi: Zoku Shō (яп. 虫 师 続 章, мусісі дзоку се:, буквально «Мусісі: наступна глава»). Прем'єра другого сезону відбулася у квітні 2014 року.

## Сюжет
У світі, прихованому від очей звичайних людей, існують таємничі створіння — Муші. Ані живі, ані мертві, ні добрі, ні злі, ні на що не схожі, вони зустрічаються у різних подобах. Люди, як правило, остерігаються цих створінь, оскільки останні часто, хоча й не бажаючи цього, спричиняють хвороби та біди. Але є серед людей і ті, які бачать Муші та вміють з ними взаємодіяти. Цих обдарованих людей називають Мушіші. Мандрівник Ґінко — Мушіші, який постійно з'являється там, де трапляються дивні речі. Іноді його кличуть на допомогу, іноді він, почувши про таємниче явище, приходить сам. Навряд чи Ґінко слід сприймати як рятівника людства — він, скоріше, допитливий вчений, який цікавиться усім загадковим.
Мушіші вважає, що немає поганих чи добрих створінь, всі просто живуть і роблять те, для чого приходять в цей світ. Містика, поєднана з повсякденним життям простих людей. Спокійна, лаконічна, медитативна, світла і чарівна історія, яку варто сприймати серцем.

## Персонажі

### Основні
Ґінко (яп. ギンコ) — майстер муші (мушіші), постійно подорожує. У дитинстві позбувся лівого ока і природного кольору волосся через вплив токойоямі. Своєю присутністю притягує різних муші, внаслідок чого не може довго залишатися в певному місці. Постійно курить, відганяючи димом муші, носить на спині дерев'яний ящик як рюкзак. Проблематичні ситуації вирішує не кваплячись, попередньо все обдумавши, зваживши всі «за» і «проти». До муші ставиться нейтрально, оскільки «вони просто живуть своїм життям», і не є ворожими по природі.
- Сейю: Накано Юто

Адасіно(яп. 化野) — Друг Ґінко. Працює лікарем у невеликому селі на березі моря. Колекціонує «інше» життя. Має ціле сховище цікавих артефактів. Дуже дорожить своєю колекцією і завжди радий випадку поповнити її. Гінко часто продає йому речі, зібрані під час своїх подорожей, і які в тій чи іншій мірі пов'язані з муші.
- Сейю: Юдзі Уеда

### Муші
Ватахакі (яп. 綿 吐き) — викидають схожі на кулі із зеленої вати, плаваючі в повітрі. Вони проникають в тіла вагітних і живуть усередині дитини. Народжуються у вигляді краплі і швидко перебираються під будинок або на горище. Приблизно через рік вони відправляють до батьків свого нащадка в людському вигляді. Людські форми з'єднуються з основним тілом муші невидимими нитками. Вони (людські форми) — лише частина муші, що поставляють основному тілу поживні речовини. Життєвий цикл ватахакі коливається від 10 до 13 років. Лікування: ні. Поява: 21 серія.
Ґампуку (яп. 眼福, латиніз. щасливе око) — дуже рідкісний вид муші, схожі на чорних личинок. Живе в очах. Може потрапити в носія при погляді. Навіть якщо тіло, в яке він потрапив, вмирає, очі продовжують жити. Але якщо тіло продовжує жити, після того як захоплені ним очі вмирають, він його залишає. Дія на людину: зір стає кращим, аж до того, що можна дивитися крізь стіни і на величезні відстані. Можна також дивитися в майбутнє і минуле людей крізь віки. Незадовго до закінчення життя муші носій може бачити майбутнє ґампуку, аж до смерті. Поява: 25 серія.
Каґедама (яп. 陰球, латиніз. тіньова кулька) — муші, що харчуються споґадами. Вони чорні і напівпрозорі, схожі на вуаль. Як правило, каґедама дуже слабкі і зникають, потрапивши на сонячне світло. Вони люблять ховатися в тіні старих дерев і чекають, поки тварина або людина не засне там. Коли жертва засинає, вони потрапляють в тіло і глибоко проникають в мозок. З'ївши певну кількість спогадів, вони діляться, і в ті рідкісні моменти, коли носій спить, один виповзає назовні, потім він ховається в тіні найближчого дерева — так вони розмножуються. Каґедама не чіпають щоденні спогади, які необхідні для функціонування носія, але якщо не залишається інших споґадів, муші з'їдає і їх. Дія на людину: носії рідко сплять і поступово, крок за кроком, втрачають пам'ять. Лікування: невиліковно. Але якщо людина не хоче позбутися всіх спогадів, то йому слід запасатися споґадами і думати кожен день про те, чого не хоче забути. Поява: 16 серія.
Кумохамі (яп. 雲馬銜, латиніз. хмарний мундштук) — схожі на грозові хмари. Поїдаючи вологу і кристалики льоду з атмосфери, перетворюють їх на сніг або град. Коли в небі твориться таке, можна спостерігати град без єдиної хмаринки. Але вони залежать від вітру, оскільки не можуть пересуватися самостійно. Коли небо довгий час ясне, вони стискаються і опускаються на землю і впадають у сплячку. Після тисячі років сплячки вони каменіють, але можуть прокинутися під впливом тертя. Дія на людину: вкрай низька температура тіла, холодний подих, людина скаржиться на холод, можуть утворюватися кристалики снігу, поступово людина замерзає насмерть. Лікування: так як вони живуть в стратосфері, то при зниженні тиску їх витягає з жертви на небо. Поява: 10 серія.
Кутінава (яп. クチナワ) — це муші, яка їсть зберігачів гір і боліт і займає їхнє місце. Крик Кутінави схожий на дзвін дзвона, а сам він виглядає як гігантська біла змія. Поява: 11 серія.
Магарідаке (яп. 間借り竹) — виглядають як білий бамбук. У бамбукового лісу єдина коренева система, всі дерева — це одна велика сім'я. Магарідаке — муші, що вражають коріння і прикидаються членами цієї «сім'ї». Вони поглинають з коріння поживні речовини, але також виділяють речовини, що сприяють росту бамбука, розширюють ліс і розмножуються самі. Тіло цього мусі — весь ліс, зосереджений навколо стовбура, а сполучення між деревами передаються з водою, що виділяється головним деревом. Дія на людину: якщо людина вип'є воду, що виділяється муші, вони зможуть контролювати його. Лікування: зрубати головне дерево.
Оніко (яп. 鬼子, латиніз. дитя демона) — дитя магарідаке і людини, з'являються вкрай рідко. Виглядають як звичайні люди, але народжуються з бамбукового пагона, п'ють тільки воду, зроблену головним деревом, і не виходять з лісу. Якщо гине головне дерево, то з часом гинуть і Оніко. Поява: 14 серія.
Муґура (яп. 葎, латиніз. сланкі) — є «нервами» гір. Майстри мусі можуть входити з ними в контакт, наприклад, для пошуку когось або чогось на горі. Майстер може зберегти Мугура у своєму тілі, і вони будуть постійно перебувати з ним в контакті — навіть коли майстер спить, все, що відбувається в лісі буде відгукуватися в тілі. Якщо майстер в змозі винести це і контролювати Мугура, він може отримати владу над морем енергії. Тоді він стає хранителем даної гори. Поява: 11 серія.
Нісекадзура (яп. 偽葛, латиніз. фальшива лоза) — вони схожі на мотузки, але якщо їх розтягувати, вони не повинні рватися. Зазвичай вони живуть в кронах дерев і їм потрібно багато сонячного світла. Якщо його немає, вони поселяються в тілах, поглинають сонячне світло і збирають енергію. Коли нісекадзура скупчується деяка кількість, вони залишають тіла носіїв, збираються в зграю і переселяються в більш відповідне для них місце. Дія на людину: постійне прагнення перебувати на сонці, повна прострація, здається, що людина перебуває в напівнепритомному стані. Це пояснюється тим, що нісекадзура заволодівають трупами. Лікування: коли муші залишають тіло, воно повертається до свого первісного стану трупа. Поява: 13 серія.
Токоейамі (яп. 常世闇, латиніз. вічна пітьма) — виглядають як темрява. Вдень він сидить в тіні, але коли настає ніч, виходить і поїдає маленьких мусі (в аніме — риб-мусі в ставку). На світанку ставок світиться сріблястим світлом — з'їдених мусі він перетворює на світло. Якщо потрапляти під цей світ занадто часто, то колір тіла або волосся стає білим, а також пропадає одне око, а інший стає смарагдового кольору. Коли зникає друге око, істота стає частиною токоейамі. Поява: 12 серія.
Темпенґуса (яп. 天辺草, латиніз. небесна (верхівкова) трава) — або блукаючі зірки — муШі, які живуть високо в небі. Зазвичай приймають форму повітряної кульки з хвостом. Вночі вони схожі на падаючі зірки. Вони мешкають в небі неподалік від місця, де є комоякі. Харчуються дрібними муші в небі. Іноді, коли в небі їсти вже нічого, вони опускають свої хвости, як рибальські лісочки, на землю — саме вони схожі на мотузки.
Убусуна (яп. 産土, латиніз. духи-охоронці рідної землі) — є муші, які живуть тільки в конкретній місцевості. Коли ці муші в землі, вони схожі на бруд, а виходячи з неї, вони стають схожими на туман. Убусуна поширюють аромати, властиві їх землі; вони в усьому, що приносить ця земля. З їжею вони потрапляють в тіла тварин. Якщо вони залишають рідні місця, то поступово втрачають енергію. Дія на людину: якщо дитина не отримала достатньо убусуна, будучи рано віднятим від грудей, то у нього може з'явитися затримка в розвитку. Лікування: давати їжу, вирощену на своїй землі. Поява: 18 серія.
Усобукі (яп. 空吹, латиніз. фальшиві квіти) — схожі на метеликів. Випускають особливий аромат, який будить тварин і рослини від зимового сну; усобукі висмоктують з пробуджених життєву силу, яку ті скопили, а тварини і рослини знову засипають до весни. Усобукі випускають сильний аромат кілька днів, а потім закукліваются. Дія на людину: таке ж, як на рослини і тварин — людина впадає в зимову сплячку і прокидається навесні; жертвами стають ті, хто може бачити мущі. Поява: 15 серія.
Хідане (яп. ヒダネ) — істинна сутність каґебі. Вони живуть, висмоктуючи тепло з людей. Молода форма хідане виглядає як трава.
Каґебі (яп. 陰火, латиніз. темний, «оборотний» вогонь) — вогні, схожі на кульову блискавку. Вони з'являються в дощові або холодні дні і забирають тепло у людей, що підійшли до них, щоб зігрітися. У теплі дні вони ховаються в горщиках або тіні. Дія на людину: якщо залишатися у такого вогню занадто довго, або їсти їжу, приготовлену на ньому, то можна померти від переохолодження. Поява: 24 серія.
Ясабі (яп. 野錆, латиніз. дика іржа) — муші, зазвичай скупчуються на мертвих тварин. Харчуючись, вони видають якісь звуки, що привертають інших муші, подібних собі. Не люблять сіль. Дія на людину: шкіру покриває місцями іржа, але її можуть бачити тільки ті, хто може бачити інших мусі. Шкіра, покрита іржею, стає надзвичайно жорсткою, і втрачається здатність вільно рухати руками і ногами. Поява: 23 серія.

## Аніме-серіал

### Список серій
| Аніме | Назва                                     | Манґа          |
| 1     | Осередок зелені (緑の座)                  | Том 1 Глава 01 |
| 2     | Світло повік (瞼の光)                     | Том 1 Глава 04 |
| 3     | Ніжні роги (柔らかい角)                   | Том 1 Глава 02 |
| 4     | Подушкова стежка (枕小路)                 | Том 1 Глава 03 |
| 5     | Мандрівне болото (旅をする沼)             | Том 1 Глава 05 |
| 6     | Зграя, що п'є росу (露を吸う群)           | Том 2 Глава 08 |
| 7     | Дощ іде, веселка встає (雨がくる虹がたつ) | Том 2 Глава 09 |
| 8     | З кордонів моря (海境より)                | Том 3 Глава 12 |
| 9     | Важке зерно (重い実)                      | Том 3 Глава 13 |
| 10    | Біле з чорнильника (硯に棲む白)           | Том 3 Глава 14 |
| 11    | Спляча гора (やまねむる)                  | Том 2 Глава 06 |
| 12    | Одноока риба (眇の魚)                     | Том 3 Глава 15 |
| 13    | Міст на одну ніч (一夜橋)                 | Том 4 Глава 17 |
| 14    | У клітці (籠のなか)                       | Том 4 Глава 19 |
| 15    | Хибна весна (春と嘯く)                    | Том 4 Глава 18 |
| 16    | Світанкова змія (暁の蛇)                  | Том 5 Глава 25 |
| 17    | Збирачі порожніх коконів (虚繭取)         | Том 3 Глава 11 |
| 18    | Вбрання, що обіймає гору (山抱く衣)       | Том 5 Глава 23 |
| 19    | Нитка з небес (天辺の糸)                  | Том 6 Глава 26 |
| 20    | Пензлеве море (筆の海)                    | Том 2 Глава 07 |
| 21    | Бавовняна спора (綿胞子)                  | Том 2 Глава 10 |
| 22    | Храм на узмор'ї (沖つ宮)                  | Том 5 Глава 21 |
| 23    | Голос іржі (錆の鳴く聲)                   | Том 4 Глава 16 |
| 24    | Подорож до вогняного поля (篝野行)        | Том 5 Глава 24 |
| 25    | Добре око, погане око (眼福眼禍)          | Том 5 Глава 22 |
| 26    | Звук ступання по траві (草を踏む音)       | Том 4 Глава 20 |

### Музичний супровід
Композиції для серіалу написав Тосіо Масуда.
| Серія | Назва                          | Альбом                | Номер треку |
| 1     | Midori no Za (On Air Ver.)     | Mushishi Soundtrack 2 | 24          |
| 2     | Mabuta no Hikari               | Mushishi Soundtrack 1 | 6           |
| 3     | Yawarakai Tsuno                | Mushishi Soundtrack 1 | 3           |
| 4     | Makura Kouji                   | Mushishi Soundtrack 1 | 4           |
| 5     | Tabi o Suru Numa               | Mushishi Soundtrack 1 | 10          |
| 6     | Tsuyu o Suu Mure               | Mushishi Soundtrack 1 | 12          |
| 7     | Ame ga Kuru Niji ga Tatsu      | Mushishi Soundtrack 1 | 9           |
| 8     | Unasaka Yori                   | Mushishi Soundtrack 1 | 7           |
| 9     | Omoi Mi                        | Mushishi Soundtrack 1 | 14          |
| 10    | Suzuri ni Sumu Shiro           | Mushishi Soundtrack 1 | 16          |
| 11    | Yama Nemuru                    | Mushishi Soundtrack 1 | 18          |
| 12    | Sugame no Sakana (On Air Ver.) | Mushishi Soundtrack 2 | 23          |
| 13    | Hito Yo Bashi                  | Mushishi Soundtrack 1 | 13          |
| 14    | Kago no Naka                   | Mushishi Soundtrack 2 | 12          |
| 15    | Haru to Usobuku                | Mushishi Soundtrack 2 | 7           |
| 16    | Akatsuki no Hebi               | Mushishi Soundtrack 2 | 4           |
| 17    | Uro Mayu Tori                  | Mushishi Soundtrack 2 | 8           |
| 18    | Yama Daku Koromo               | Mushishi Soundtrack 2 | 13          |
| 19    | Teppen no Ito                  | Mushishi Soundtrack 2 | 2           |
| 20    | Fude no Umi                    | Mushishi Soundtrack 2 | 3           |
| 21    | Wata Houshi                    | Mushishi Soundtrack 2 | 18          |
| 22    | Oki tsu Miya                   | Mushishi Soundtrack 2 | 6           |
| 23    | Sabi no Naku Koe               | Mushishi Soundtrack 2 | 14          |
| 24    | Kagari no Kou                  | Mushishi Soundtrack 2 | 20          |
| 25    | Ganpuku Ganka                  | Mushishi Soundtrack 2 | 17          |
| 26    | Kusa o Fumu Oto                | Mushishi Soundtrack 2 | 21          |